# Walckenaeria breviaria
Espèce
Synonymes
- Cornicularia breviaria Crosby & Bishop, 1931

Walckenaeria breviaria est une espèce d'araignées aranéomorphes de la famille des Linyphiidae.

## Distribution
Cette espèce se rencontre aux États-Unis dans l'État de New York et au Canada en Ontario et au Manitoba,.

## Description
Le mâle décrit par Millidge en 1983 mesure 2,1 mm.

## Publication originale
- Crosby & Bishop, 1931 : Studies in American spiders: genera Cornicularia, Paracornicularia, Tigellinus, Walckenaera, Epiceraticelus and Pelecopsis with descriptions of new genera and species. Journal of the New York Entomological Society, vol. 39, p. 359-403.